# Vaskeresztes
Vaskeresztes (németül: Großdorf) község Vas vármegyében, a Szombathelyi járásban. Német többségű falu, de a lakók kevés kivétellel egyúttal magyarnak is vallják magukat.

## Fekvése
A Vas-hegy lábánál, Szombathelytől mintegy 15 kilométerre nyugatra fekszik, közvetlenül az osztrák határ mellett; a Pinka észak-déli irányban keresztülszeli a települést.
A szomszédos települések a határ magyar oldalán: észak felől Felsőcsatár, kelet felől Nárai, dél felől pedig Horvátlövő; nyugat felől a legközelebbi település a már Ausztriához tartozó Csejke (Eisenberg an der Pinka).

### Megközelítése

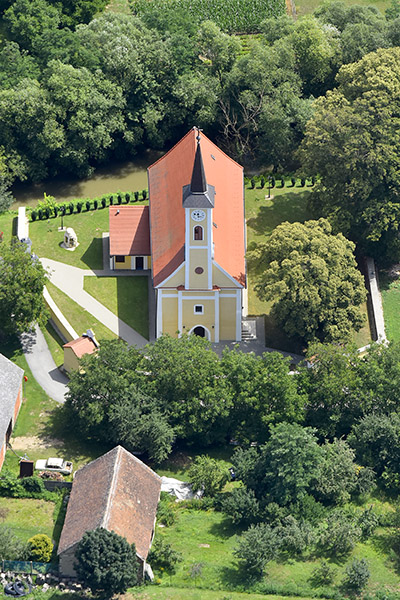
Szent Miklós-templom – légi fotó

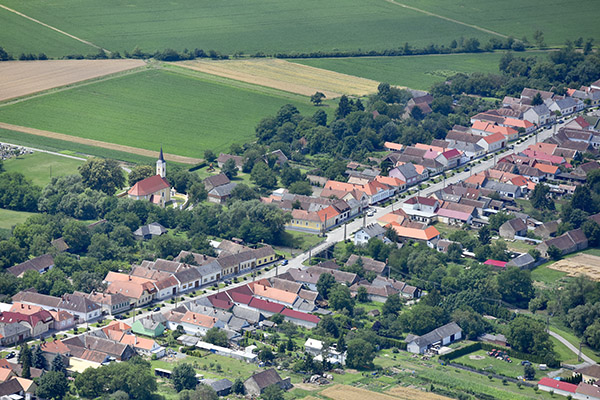
Vaskeresztes látképe a magasból

Csak közúton érhető el, a Pornóapáti-Bucsu közti 8714-es úton, az országhatárral a 87 117-es számú mellékút köti össze, 

## Nevének eredete
Neve talán a régi magyar Keresztes személynévből való, de
lehet hogy egykori birtokosa a jeruzsálemi ispotályos keresztesek lovagrendje volt.

## Története
A régészeti leletek tanúsága szerint területén már a vaskorban emberi település volt. Diófás-dűlőben az i. e. 7. századból származó vaskori halomsírokat, a közeli Pinkaóvár urainak gazdag mellékletekkel ellátott sírjait tárták fel. A határában emelkedő szőlőhegyen már a kelták is foglalkoztak szőlőműveléssel.
1221-ben Kereztes néven említik először. Neve abban az oklevélben szerepel, melyben Hédervári István pornói birtokát a szentgotthárdi cisztercita kolostornak adja. 1351-ben ugyancsak Kereztes néven szerepel. Római katolikus temploma középkori eredetű, Szent Miklósnak szentelték. 1401-ben a pornói apát levele megemlíti az itteni bortermelést. Egy 1539-ből származó oklevél a pornói apátság birtokaként említi. 1551-ben az addig egységes települést külön Magyar- és Németkeresztesként említik. A két település a jáki és a pornó apátság birtokai voltak. A 18. századtól a vármegye hat jelentős borvidékének egyike volt. Az 1744. évi összeírásban külön is megemlítik, hogy bortermését a jobb osztályba sorolják.
Vályi András szerint "Magyar, és Német Keresztes. Két elegyes falu Vas Várm. földes Urok a’ Tudómányi Kintstár, lakosaik katolikusok, és más félék, Magyar Keresztes, Német Keresztesnek filiája, fekszenek a’ Pornói Uradalomban, mellyhez tartoznak, határbéli földgyeik termékenyek, réttyek elég, és jó szénát teremnek, legelőjök, fájok, és szőlejek is van."
Fényes Elek szerint "Keresztes (Magyar-), (Groszdorf), német falu, Vas vgyében, a pornói uradalomban, 374 kath. lak. ut. p. Szombathely. Keresztes (Német-), Német falu Vas vgyében, az előbbeni helység mellett, mellytől csak a Pinka vize választja el, 382 lakossal. Szőlőhegye jó bort terem; erdeje van. A pornói urad. tartozik."
Magyarország vármegyéi és városai Vas vármegyéből szóló kötetében "Magyar-Keresztes. Házszám 58, lélekszám 310. Lakosai németajkúak, vallásuk r. kath. és ág. ev. Postája Német-Keresztes, távírója Csajta. A falu a Pinkapatak mellett fekszik. Kath. temploma a XVII. századból való és kőfallal van körülvéve. A pornói uradalomhoz tartozott. Német-Keresztes, pinkamenti község 77 házzal és 402 németajkú, r. kath. és ág. ev. vallású lakossal. Postája helyben van, távírója pedig Szombathely. A körjegyzőség székhelye. Plébániája és temploma már 1698-ban fennállott, de az utóbbit, mely kőfallal van körülvéve, 1780-ban átalakították."
1910-ben Magyarkeresztesnek 289, Németkeresztesnek 411 német lakosa volt. A falut a trianoni békeszerződés értelmében Ausztriához csatolták, 1922-ben a Népszövetség Tanácsa Magyarországnak ítélte (ld. még soproni népszavazás). A mai települést 1929-ben egyesítették Magyarkeresztes és Németkeresztes községekből. Az egyesített község ideiglenes neve Keresztes, majd Kettőskeresztes volt, mai nevét 1930-ban kapta.
„Vaskeresztes a milleniumig” helytörténeti forrás szerint 1890. február 6-án alakult és a mai napig is működik az Önkéntes Tűzoltó Egyesület. Emellett számos iparos, és egyesület működött egykor. 1898-ban fából, majd 1940-ban vasbeton hidat építettek a Pinkán. 1903-ban Fritz József a folyó vizével működtetett malmot átépítette. 1921. december 4. és 1923. január 10. között a település osztrák kézen volt, a Bucsu-Ják határvonaltól nyugatra. A falu 1930. és 1940. között újra virágzott. A második világháború véget vetett mindezen fejlődésnek. Kitelepítés, lakosságcsere keretében betelepítés következett. Mindezt megkoronázta a határ menti elzártság. A gazdasági fellendülést az 1990-ben itt bejegyzett MAM Hungária Kft hozta meg, mely 1995-ben újabb korszerű üzemet épített itt.
2005-ben a Vas-hegyen elkészült a Németlövő-Csejkére menő út magyar szakasza. 2007-ben a Schengeni egyezményhez való csatlakozással a határok megnyíltak, az átjárás szabad lett.

## Közélete

### Polgármesterei
- 1990–1994: Fixl József (nem ismert)[11]
- 1994–1998: Fixl Richárd (független)[12]
- 1998–2002: Fixl Richárd (független német kisebbségi)[13]
- 2002–2006: Fixl Richárd (független német kisebbségi)[14]
- 2006–2010: Krancz Imre (független)[15]
- 2010–2012: Krancz Imre (független)[16]
- 2012–2014: Balázs János (független)[17]
- 2014–2015: Balázs János Miklós (független)[18]
- 2015–2019: Krancz Imre (független)[19]
- 2019–2024: Krancz Tamás (független)[20]
- 2024– : Krancz Tamás (független)[1]

A településen 2012. október 7-én időközi polgármester-választást tartottak, az előző polgármester lemondása miatt.
Alig három évvel később, 2015. december 6-án újból időközi polgármester-választást kellett tartani Vaskeresztesen, ezúttal az addigi polgármester lemondása okán.

## Népesség
A település népességének változása:
| Lakosok száma | 373  | 377  | 373  | 350  | 331  | 340  | 325  |
|               | 2013 | 2014 | 2015 | 2021 | 2022 | 2023 | 2024 |

A 2011-es népszámlálás során a lakosok 88,4%-a magyarnak, 59,5% németnek, 5,7% horvátnak, 0,6% románnak mondta magát (10,7% nem nyilatkozott; a kettős identitások miatt a végösszeg nagyobb lehet 100%-nál). A vallási megoszlás a következő volt: római katolikus 79,8%, református 0,6%, felekezet nélküli 3% (15,8% nem nyilatkozott).
2022-ben a lakosság 90,9%-a vallotta magát magyarnak, 37,5% németnek, 3,3% horvátnak, 0,9% románnak, 0,3% szlováknak, 2,4% egyéb, nem hazai nemzetiségűnek (8,5% nem nyilatkozott; a kettős identitások miatt a végösszeg nagyobb lehet 100%-nál). Vallásuk szerint 70,4% volt római katolikus, 0,9% református, 0,6% evangélikus, 0,3% görög katolikus, 0,3% ortodox, 0,3% egyéb keresztény, 0,6% egyéb katolikus, 2,1% felekezeten kívüli (24,2% nem válaszolt).

## Nevezetességei
- Határában, a Vas-hegyen híres vörösborokat termelnek. Legkedveltebb fajtái a Kékfrankos, a Zweigelt, az Oportó, a Cabernet Savignon és a Merlot. A termőhely a Soproni Borvidék részét képezi.
- Szent Miklósnak szentelt római katolikus temploma valószínűleg a 15. században épült gótikus stílusban, később átépítették. Ma is láthatók a templom késő gótikus jellegzetességei.
- A Szentháromság-szobor 1761-ben készült, a pornói apátság akkori birtokosai a soproni jezsuiták állíttatták. 2020-ban visszakapta eredeti festését és az úttól kissé hátrébb került elhelyezésre.
- Vaskori halomsírok a Diófás-dűlőben.
- Sporthorgász Egyesületek Vas megyei Szövetsége székhelye[25]
- Pisztrángos a Pinkán[26]

## Ismert személyek
- Itt született 1901-ben Krancz Rajmund nőgyógyász-szülész szakorvos, nyilaspárti országgyűlési képviselő (1939–1944).

## Galéria

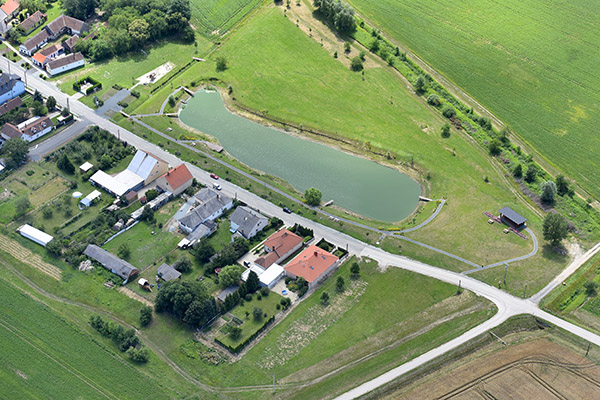
Vaskeresztes, horgásztó légi felvételen
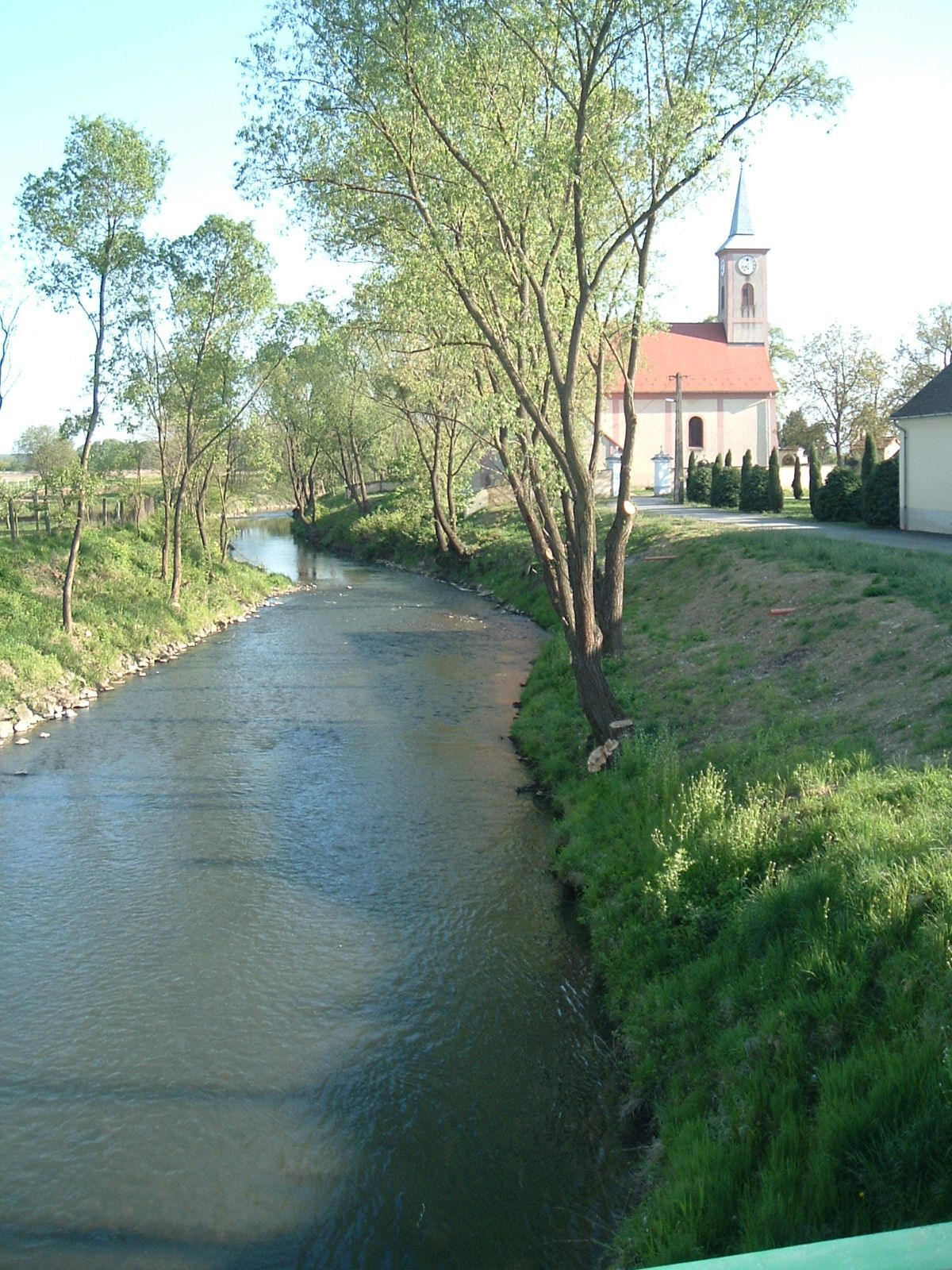
A templom a Pinka partján
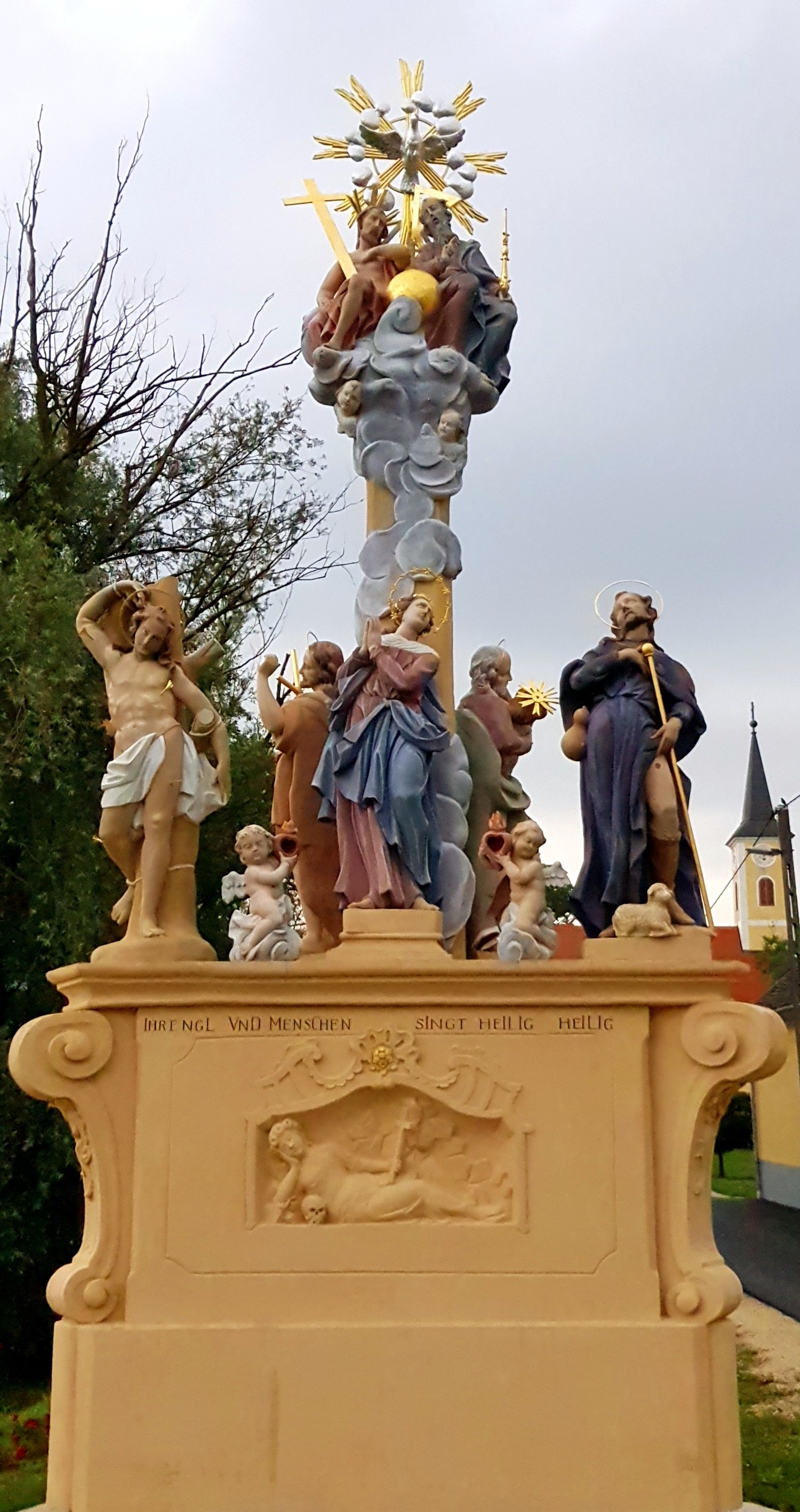
A Szentháromság-szobor